# Wilhelm Weyer (Polizist)
Wilhelm Weyer (* 27. März 1875 in Paffrath bei Bergisch Gladbach; † 4. Januar 1949 in Kleingladbach, Kreis Erkelenz) war ein deutscher Polizist und erster Polizeipräsident in Oberhausen.

## Leben
1922 übernahm er in Oberhausen die Leitung der Polizei. In seinen Wahlreden als Vorsitzender der Zentrumspartei hatte er immer wieder vor den Nationalsozialisten gewarnt. Nach der Machtübernahme 1933 rüsteten die Nationalsozialisten zum Sturm auf das Polizeipräsidium. Weyer war nach einer schweren Grippe körperlich geschwächt, als er sich der Angriffe der Nationalsozialisten erwehren musste.
Am 8. Februar 1933 verlangten Parteifunktionäre der NSDAP Einsicht in die Polizeiakten. Weyer ließ dies – da man ihm keine Vollmacht vorlegen konnte – nicht zu und lehnte jede Verhandlung ab. Damit war das Schicksal des Polizeichefs besiegelt. Er wurde zwangspensioniert, sein Gehalt sowie Überbrückungsgeld gestrichen. Er musste seine Wohnung räumen und zog nach Köln. Nach dem Krieg war er noch einige Jahre in Aachen als Polizeidirektor tätig. Er starb am 4. Januar 1949. In Oberhausen ist der Wilhelm-Weyer-Weg nach ihm benannt. Vor dem Polizeipräsidium Oberhausen am heutigen Friedensplatz ist eine Gedenkplakette angebracht.